# Matthew Yglesias

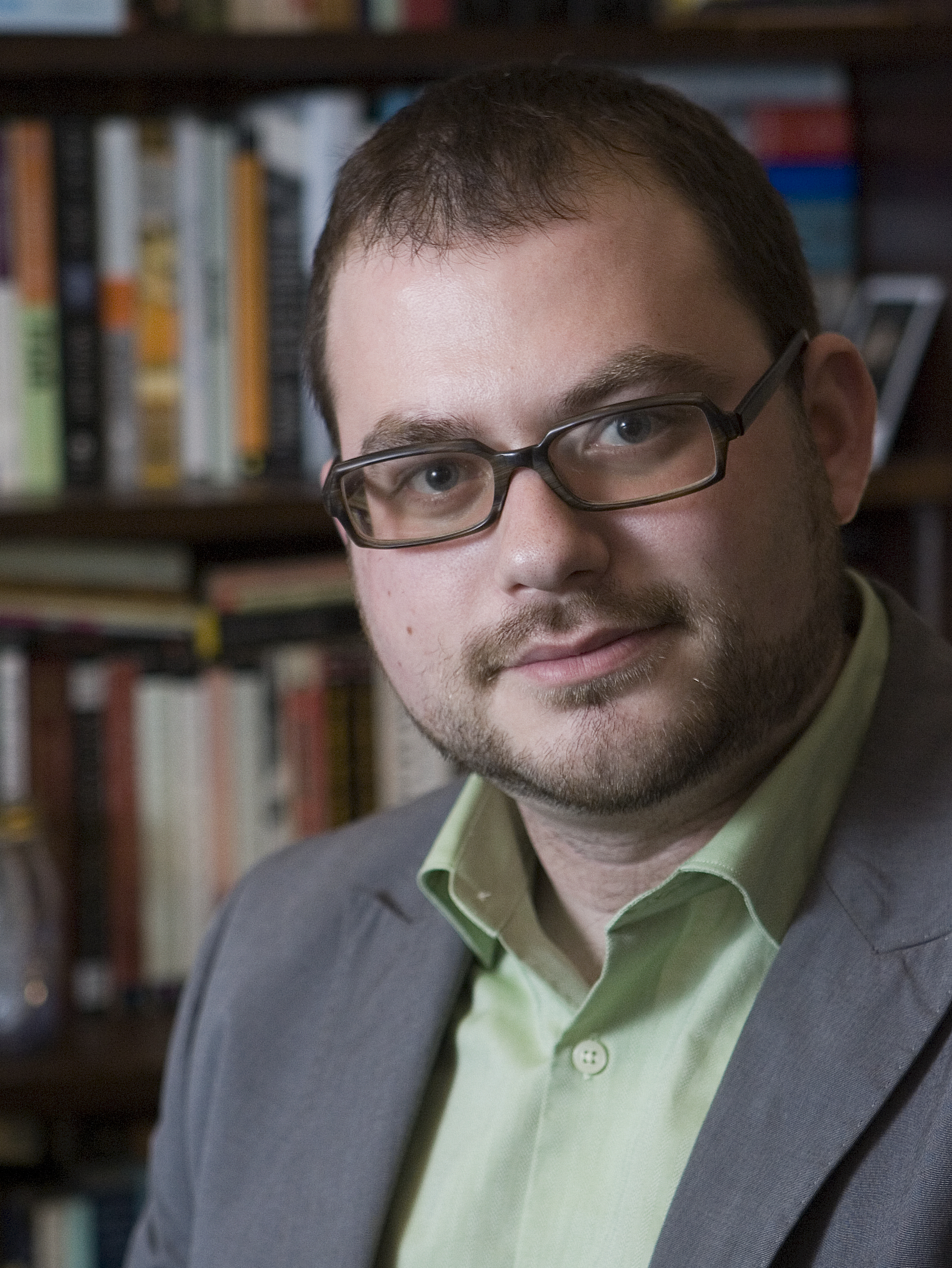
Matthew Yglesias

Matthew Yglesias (* 18. Mai 1981) ist ein US-amerikanischer Blogger und Journalist, der über die Themen Wirtschaft und Politik schreibt. Yglesias hat Kolumnen und Artikel für Publikationen wie The American Prospect, The Atlantic und Slate geschrieben. Er gehörte außerdem zu den Gründern des Nachrichtenportals Vox.

## Laufbahn
Sein Vater Rafael Yglesias ist Drehbuchautor und Schriftsteller, sein Bruder Nicholas Yglesias Fantasy- und Science-Fiction-Autor. Seine Großeltern väterlicherseits waren die Romanautoren Jose Yglesias und Helen Yglesias (geborene Bassine). Sein Großvater väterlicherseits war spanisch-kubanischer Herkunft, seine drei anderen Großeltern waren osteuropäisch-jüdischer Abstammung. Yglesias studierte Philosophie an der Harvard University und begann 2002 als Blogger Artikel zu veröffentlichen sowie 2003 als Journalist für The American Prospect zu schreiben. Von Juni 2007 bis August 2008 war er Mitarbeiter bei The Atlantic Monthly, und sein Blog wurde auf der Website der Zeitschrift, The Atlantic, geführt. Im Juli 2008 gab er bekannt, dass er The Atlantic Monthly verlassen und zum Center for American Progress wechseln würde, um für dessen Blog zu schreiben.
2011 wechselte Yglesias zum Magazin Slate. Im Februar 2014 verließ er Slate und schloss sich Vox Media an, um gemeinsam mit Ezra Klein und Melissa Bell Vox.com zu gründen. Am 13. November 2020 gab Yglesias bekannt, dass er nicht mehr für Vox.com schreiben würde. Yglesias wechselte stattdessen zu Substack, um redaktionell unabhängig zu sein.

## Ansichten und Rezeption
Yglesias war ein starker Befürworter der Invasion des Irak, des Iran und Nordkoreas, nannte die Länder in seinem Blog „böse“ und erklärte, dass „wir sie alle ausschalten sollten“, obwohl er den Begriff Achse des Bösen kritisch sah. Er nahm diese Ansicht später zurück.
Er sprach sich in seinem Buch One Billion Americans: The Case for Thinking Bigger dafür aus, die Einwohnerzahl der Vereinigten Staaten durch Einwanderung auf eine Milliarde Menschen zu erhöhen.
Andrew Sullivan, ein befreundeter Blogger, nimmt in seinem Blog Nominierungen für den Yglesias Award entgegen, eine Auszeichnung „für Autoren, Politiker, Kolumnisten oder Experten, die ihre eigene Seite kritisieren, sich unter politischen Verbündeten Feinde machen und generell etwas riskieren, um zu sagen, was sie glauben“.

## Veröffentlichungen
- The Rent Is Too Damn High, Simon and Schuster, März 2012
- Heads in the Sand: How the Republicans Screw Up Foreign Policy and Foreign Policy Screws Up the Democrats, Wiley, April 2008,
- ”Long Philosophical Rant about Spider-Man 2“, Ultimate blogs: masterworks from the wild Web, Editor Sarah Boxer, Random House, Inc., 2008
- ”The Media“, The 12-Step Bush Recovery Program, Gene Stone, Carl Pritzkat, Tony Travostino, Random House, Inc., 2008
- One Billion Americans: The Case for Thinking Bigger, Portfolio Penguin, September 2020